# صخرتا إيدن
صخرتا إيدن هما جزيرتان صغيرتان صخريتان تقعان على بعد 1.5 كم من الساحل الشرقي لجزيرة دندي وقبالة الطرف الشمالي لشبه الجزيرة القطبية الجنوبية. نقل الكابتن جيمس كلارك روس من البحرية الملكية البريطانية عن وجود جزيرة صغيرة في الموقع بتاريخ 30 ديسمبر عام 1842 سمَّاها «جزيرة إيدن» على اسم الضابط في البحرية البريطانية تشارلز إيدن (1808 – 1878). ونقل بعد إجراء مسح جزر فوكلاند التابعة الجغرافي عام 1953 عن وجود معلم جغرافي يتألف من جزيرتين صغيرتين صخريتين واقعتين على مقربة من بعضهما البعض ويبلغ ارتفاعهما حوالي 90 متر.

## منطقة هامة لحفظ الطيور
اختارت جمعية الطيور العالمية المنطقة التي مساحتها 81 هكتاراً والتي تشمل على الصخرتين والمياه الداخلة بينهما كمنطقة هامة لحفظ الطيور لما تلعبه من دور بيئي هام في إيواء ودعم مستعمرة تكاثر تتألف من حوالي 45 ألف زوج من بطاريق آديلي.